# Nokia FastLane
Nokia Fastlane − это интерфейс пользователя от Nokia, используемый в Nokia Asha ОС и Nokia X Software Platform. Для активации Fastlane в Asha ОС нужно смахнуть слева или справа от стартового экрана. В Fastlane отображаются «лайки» из Facebook, ретвиты из Твиттер и напоминания о днях рождения. Первым устройством с Fastlane было Nokia Asha 501.

## Совместимость

### На платформе Nokia Asha Software для линейки Nokia Asha
- Nokia Asha Software 1.0
- Nokia Asha Software 1.1
- Nokia Asha Software 1.2
- Nokia Asha Software 1.4

### На платформе Nokia X Software, основанный дляAndroid-смартфонов линейки Nokia X
- Nokia X Software 1.X
- Nokia X Software 2.X

## Совместимые телефоны

### Nokia
- Nokia Asha 230
- Nokia Asha 500
- Nokia Asha 501
- Nokia Asha 502
- Nokia Asha 503
- Nokia X (первая версия)
- Nokia X+
- Nokia XL
- Nokia X2